# Simulium cerqueirai
Simulium cerqueirai es una especie de insecto del género Simulium, familia Simuliidae, orden Diptera.
Fue descrita científicamente por Barbosa de Almeida, 1979.